# Claire (film, 1967)
A Claire egy 1967-ben bemutatott fekete-fehér NSZK filmdráma, tévéfilm, rövidjátékfilm Peter Lilienthal rendezésében, amely az Alfred Hitchcock Presents (Alfred Hitchcock bemutatja) sorozatban Mother, May I Go Out to Swim? (Anyám, elmehetnék úszni?), 1960-ban bemutatott fekete-fehér amerikai rövidfilm utáni televíziós változat 1967-ből. A történet Patrick Quentin 1961-ben megjelent novelláján alapul, amely angolul a Hitchcock bemutatta – de nem ő rendezte – filmmel azonos címen (Mother, May I Go Out to Swim?) jelent meg, és amelyet a The Ordeal of Mrs. Snow and Other Stories (Mrs. Snow megpróbáltatásai és egyéb történetek) című könyv tartalmaz.
A Magyar Televízió 1974-ben sugározta.

## Készítették
- Rendező: Peter Lilienthal
- Írta: Patrick Quentin
- Forgatókönyvíró: Peter Lilienthal, George Moorse
- Operatőr: Gérard Vandenberg
- Gyártásvezető: Kurt Kramer

Magyar változat:
- Magyar szöveg: Révész Mária
- Szinkronrendező: Szántó Anna

## Szereplők
| Szerep                     | Színész         | Magyar hang        |
| -------------------------- | --------------- | ------------------ |
| Buzzi                      | Jan Andreff     | Szatmári István    |
| John Tuthill Crane/William | Boy Gobert      | Versényi László    |
| Lotte Rank                 | Elfriede Irrall | Kádár Flóra        |
| Claire                     | Sigrid Johanson | Ladomerszky Margit |
| Pauli                      | Rolf Zacher     | Szilágyi István    |

## Fogadtatás
„Magyarul beszélő NSZK tévéfilm. – A könyvalakban is megjelent rövidjátékfikmről a szinkronrendezőt, Szántó Annát kérdeztük. 
– A rendező, Peter Lilienthal, meglehetősen jó névnek örvend a szakmában, bár ez a filmje – véleményem szerint – kissé elvonttá sikeredett. – Mit jelent ez a cselekmény szempontjából?
– A történet egyszerű alaphelyzetből indul: egy fiatalnak már alig nevezhető férfi elhatározza, hogy nyaralása idejét és anyja távollétét használja fel az anyai terror alóli felszabadulásra. Önálló lesz és befolyásolhatatlan. A „felszabadulási akció” első lépéseként megismerkedik egy lánnyal. Igen ám, csakhogy nemsokára betoppan a mama, és ettől kezdve fuccs a szép tervnek, minden a feje tetejére áll. A bonyolult, több szálon futó cselekményből a gyilkosság sem hiányzik... A főszerepekben Boy Gobertet (William; magyar hangja: Versényi László), Elfriede Irrolt (Lotte: magyar hangja: Kádár Flóra) és Sigrid Johansont (Claire; magvar hangja: Ladomerszky Margit) láthatjuk. A filmet a második csatornán vetítik.”